# Unibet Tietema Rockets
Unibet Tietema Rockets is een wielerploeg die vanaf 2025 met een Franse licentie rijdt op het Pro Continentale niveau. De ploeg reed in 2023 en 2024 met een Nederlandse licentie.

## Algemeen
Op 9 november 2022 maakte YouTuber Bas Tietema bekend dat hij een nieuwe wielerploeg had opgericht. Dit maakte hij bekend op zijn YouTube kanaal samen met Josse Wester en Devin van der Wiel. Op 7 december werd de selectie van de nieuwe ploeg van twaalf renners bekendgemaakt met onder meer vier Belgen Davide Bomboi, Jordy Bouts, Abram Stockman en Yentl Vandevelde, zes Nederlanders, de Tsjech Tomáš Kopecký en de Brit Harry Tanfield. Davide Bomboi is de achterneef van ex-wielrenner Tom Boonen.
Ex-baanwielrenner Hugo Haak werd aangeworven als technisch directeur, hij koos Rob Harmeling als ploegleider. Eind februari 2023 werd Julia Soek als ploegleider aan het team toegevoegd.
In de Amstel Gold Race 2024 maakte de ploeg haar UCI World Tour-debuut. Het was daarmee voor veel renners de eerste koers van boven de 230 kilometer. Fans uit Brazilië waren er speciaal voor overgekomen en een bocht onderaan de Geulhemmerberg stond vol TDT-fans. De ploeg zat met Zeb Kyffin mee in de vroege ontsnapping. Jelle Johannink zat tot twintig kilometer voor de finish in het peloton en kwam als eerste renner op drie minuten van Tom Pidcock binnen.
Op 17 oktober 2024 werd aangekondigd dat het team een nieuwe naam kreeg, namelijk "Unibet Tietema Rockets". Ook ging het team vanaf 2025 rijden op een Franse licentie. De Franse licentie had al meteen een invloed op het wedstrijdschema van het team, want op 27 januari 2025 werd bekendgemaakt dat het team een wildcard kreeg toegewezen voor hun eerste wielermonument: Paris-Roubaix.
Op 5 augustus 2025 maakte het team de komst van Dylan Groenewegen bekend. De sprinter, die zes tourritten op zijn palmares heeft en overkomt van Team Jayco AlUla, geldt als de meest opvallende versterking in de geschiedenis van de ploeg. Hij neemt ook zijn land- en ploeggenoot Elmar Reinders mee. Met zijn komst hoopt de ploeg onder meer te mikken op een ritzege in de openingsetappe van de Ronde van Frankrijk.

## Ploegleiding
2023 · 2024 ·2025